# Apanteles phaloniae
Apanteles phaloniae är en stekelart som beskrevs av Wilkinson 1940. Apanteles phaloniae ingår i släktet Apanteles och familjen bracksteklar. Inga underarter finns listade i Catalogue of Life.